# Judería de Valladolid
La judería de Valladolid fue el antiguo barrio de los judíos de la ciudad de Valladolid, España.

## Contexto
La presencia de los judíos en la actual España se remonta, al menos, a los tiempos de la Hispania romana. Tras la conquista musulmana de la península ibérica, pasaron a estar presentes en la actual España practicantes de la fe judía, islámica y cristiana. Durante el proceso histórico de la Reconquista comenzaron a organizarse las aljamas, barrios de las ciudades cristianas para agrupar las residencias de las comunidades no cristianas.
La creación de estas aljamas fue instaurada a través de leyes por los monarcas castellanos. El primero de esos documentos data de 1190 y es el fuero de Cuenca, dado por Alfonso VIII, en el cual se les otorgan los derechos de vecindad y de ciudadanía en el Reino de Castilla. Los judíos de Valladolid figuraron ya formando aljama en el repartimiento de Huete de 1290, hecho para fijar las sumas con que los de las diferentes aljamas de la Corona de Castilla habían de tributar al rey. A la vallisoletana le correspondían 69500 maravedíes por encabezamiento y 16977 por servicio, siendo incluidas en el cálculo las pequeñas aljamas de las localidades de Cigales, Mucientes, Portillo y Zaratán.
Los monarcas castellanos fueron configurando un ordenamiento restrictivo con respecto a las actividades económicas que podían desarrollar y la vestimenta que debían portar tanto judíos como mudéjares, hasta la promulgación (precisamente en Valladolid) de las denominadas Leyes de Ayllón en 1412. Estas leyes obligaron a configurar las aljamas como barrios separados de los cristianos en todas las ciudades de la corona, cercados por una muralla de una sola puerta que se cerraría cada noche. 

## Historia
En Valladolid hubo dos juderías. La más antigua estaba situada intramuros, al suroeste de la población y muy cerca del alcázar. La convivencia con los judíos a lo largo de la Edad Media fue bastante buena hasta entrado el siglo XV en que empezó a deteriorarse. Estos judíos no estaban obligados a vivir rodeados por una cerca ni en barrios apartados. Ocupaban entre otras las calles de Cal del ilustre rey (calle del General Almirante), Cal de la Rúa (calle de la Especería). Esta comunidad tuvo cerca de ocho sinagogas; la sinagoga mayor estaba cerca del alcázar. Ejercían oficios diversos como el de platero, sastre, carnicero, bordador, zapatero, barbero y muchos más.
La primera judería se vio arrastrada junto con los conflictos políticos entre los reyes Pedro I de Castilla y su hermanastro Enrique II de Castilla. La guerra civil que se desencadenó no les favoreció nada entre otras cosas porque su defensor y protector era el rey Pedro que fue precisamente el perdedor. Como consecuencia de las revueltas y de la campaña antijudía liderada sobre todo por el propio Enrique de Trastamara y por Vicente Ferrer los judíos que quedaron en Valladolid se trasladaron el 2 de enero de 1412 al barrio del Puente Mayor.
El 2 de enero de 1412 representantes de la comunidad judía vallisoletana acudieron al convento de los dominicos de San Pablo, pidiéndole en arrendamiento una porción del terreno que dicho convento poseía en el barrio del Puente Mayor, para fijar en él su judería o aljama. El provincial de la Orden de los Dominicos accedió a lo que solicitaban, leyéndose en el Libro Becerro nuevo del convento de San Pablo, la noticia siguiente relativa al alquiler: 

«Una gran parte de este terreno arrendó a la Aljama de los Judíos, para efecto de poner allí la Judería por el tiempo que allí permaneciese, dando a dicho convento en cada
uno de los primeros cuatro años treinta y cinco florines de oro del cuño de Aragón, y cuarenta en cada uno de los demás restantes, con ciertas condiciones que constan de la escritura otorgada por dicha Aljama por ante Juan Alfonso de la Rúa, escribano público de Valladolid, a 18 de agosto de 1413».

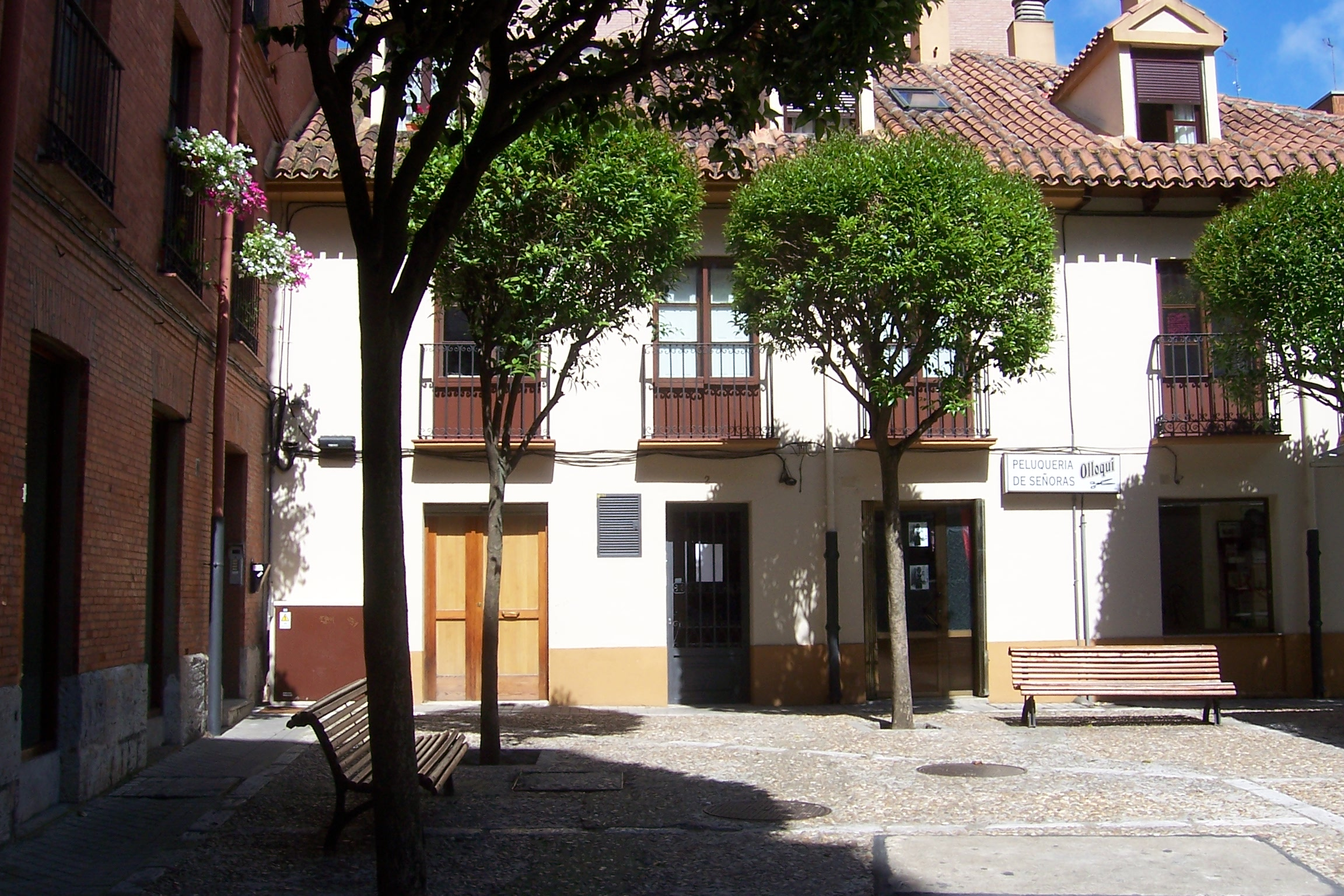
Plaza de los Ciegos, segunda judería, en la actualidad

Los judíos establecieron su aljama en las proximidades de la primitiva iglesia de San Nicolás, en dicha porción de terreno, que abarcaba lo que al presente son las calles de las Lecheras, de las Tahonas, del Pozo, Imperial, de Luis Rojo, de Isidro Polo, de la Paz y de la Sinagoga, y las plazuelas de Carranza y de los Ciegos. En la calle de la Sinagoga tuvieron su templo y de ahí el nombre de dicha calle.
El tamaño e importancia de la comunidad fue notable, a tenor de las cantidades que abonaban como tributos al rey de Castilla y a los frailes dominicos por el arrendamiento de los terrenos de la aljama. Entre sus miembros más destacados se encontró Rabí Abner, originario de Burgos, médico que se convirtió al cristianismo adoptando el nombre de Alfonso de Valladolid.
La aljama celebró en su sinagoga mayor una gran asamblea de judíos entre el 25 de abril y el 5 de mayo de 1432, presidida por un judío llamado Abraham Benveniste y a la que concurrieron muchos y notables rabinos, y en ella se redactó el Ordenamiento formado por los procuradores de las aljamas hebreas pertenecientes al territorio de los estados de Castilla. Con respecto a esta asamblea, Juan Ortega Rubio apuntó en su libro Investigaciones acerca de la Historia de Valladolid: 

«En esta Asamblea se trataron puntos de gran interés, y la materia de lo acordado se halla dividida en cinco capítulos que se ocupan de Dios, de los jueces, de las traiciones y alevosías, de los tributos y de los trajes. Con solo decir que establece la equivalencia de medidas de peso y capacidad usadas en Castilla, que determina la jerarquía y organización de la pública enseñanza, que distingue los diversos cargos de funciones judiciales, que señala las alteraciones que sufrió el matrimonio judío, y por último, que enriquece con preciosos datos los anales de la industria y de la indumentaria en la Edad Media, estos y otros particulares curiosos que se pudieran citar, avaloran el documento de que se trata y lo hacen muy estimable».

A raíz del Edicto de Granada emitido por los Reyes Católicos en 1492, los judíos españoles se vieron ante la disyuntiva de la conversión forzada o de la expulsión. La corona pasó a ocupar todos los bienes que poseían los judíos, excepción hecha de los que les permitieron llevar consigo, y los solares de las casas se dieron a censo a cuantos los solicitaron y en ellos se levantó el Barrio Nuevo, denominando así al conjunto de calles pertenecientes a la antigua judería.

## Cementerio

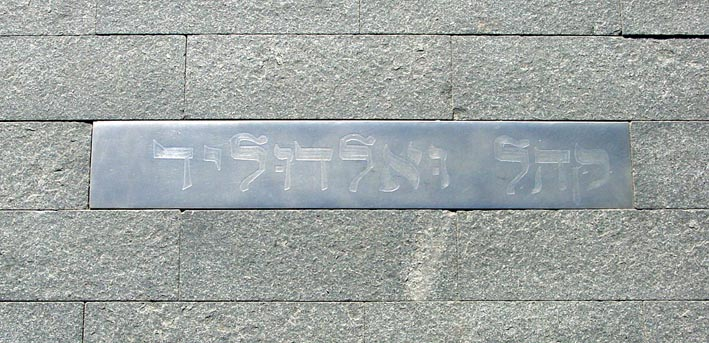
Placa que señala el lugar del antiguo cementerio judío de Valladolid

Los judíos de Valladolid tuvieron su osario o cementerio en el Paseo Central del Campo Grande, fuera de la puerta del mismo.